# Freud - L'ultima analisi
Freud - L'ultima analisi (Freud's Last Session) è un film del 2023 diretto da Matt Brown.
La pellicola è l'adattamento cinematografico dell'omonimo dramma di Mark St. Germain, a sua volta tratto dal saggio The Question of God di Armand M. Nicholi Jr.. Il film è incentrato su un incontro (in realtà mai avvenuto) tra Sigmund Freud e C.S. Lewis.

## Trama
Due giorni dopo l'invasione tedesca della Polonia, C.S. Lewis si reca a Londra da Oxford per incontrare Sigmund Freud, costretto a fuggire dall'Austria l'anno prima in seguito all'Anschluss. Durante il loro pomeriggio insieme i due discutono dei fatti salienti delle loro vite e Freud incalza Lewis per sapere di più sulla sua infanzia, la conversione al cattolicesimo incoraggiata da J. R. R. Tolkien, i traumi della prima guerra mondiale, la relazione con la madre di un suo commilitone e il rapporto con gli Inklings.
La questione della fede – fondamentale per Lewis, una nevrosi per Freud – li divide profondamente. Lo stesso Freud lascia trapelare le sue insicurezze: malato terminale di cancro, soffre di dolori atroci che solo la morfina riesce ad alleviare e alla sofferenza fisica si unisce la preoccupazione per la figlia Anna, morbosamente attaccata a lui e impegnata in una relazione sentimentale con Dorothy Burlingham che Freud disapprova. Tre settimane dopo Freud si fa praticare l'eutanasia dal proprio medico per porre fine alle proprie sofferenze.

## Produzione
Annunciato in occasione del Festival di Cannes 2022, il film è stato girato tra Londra e Dublino dal gennaio 2023.

## Promozione
Il primo trailer è stato pubblicato il 25 ottobre 2023.

## Distribuzione
Il film è stato presentato in anteprima mondiale il 27 ottobre 2023 in occasione dell'AFI Film Festival. Successivamente la pellicola è stata distribuita nelle sale statunitensi dal 22 dicembre dello stesso anno e in quelle italiane dal 28 novembre 2024.

## Accoglienza

### Incassi
Il film ha incassato poco più di 2,4 milioni di dollari.

### Critica
L'aggregatore di recensioni Rotten Tomatoes riporta il 45% di recensioni positive, con un punteggio medio di 5,7 su 10 basato sul consenso di 119 critici.